# Heitan (sockenhuvudort i Kina, Sichuan Sheng, lat 32,03, long 106,65)
Heitan (kinesiska: 黒潭) är en sockenhuvudort i Kina. Den ligger i provinsen Sichuan, i den sydvästra delen av landet, omkring 290 kilometer nordost om provinshuvudstaden Chengdu. Antalet invånare är 11 798. Befolkningen består av 5 495 kvinnor och 6 303 män. Barn under 15 år utgör 19,0 %, vuxna 15-64 år 71 %, och äldre över 65 år 9,0 %.
Runt Heitan är det tätbefolkat, med 459 invånare per kvadratkilometer. Närmaste större samhälle är Mumen, 14,6 km nordväst om Heitan. I omgivningarna runt Heitan växer i huvudsak blandskog.
Genomsnittlig årsnederbörd är 1 503 millimeter. Den regnigaste månaden är juli, med i genomsnitt 297 mm nederbörd, och den torraste är december, med 7 mm nederbörd.